# Sosibia brocki
Sosibia brocki är en insektsart som beskrevs av Francis Seow-Choen 2000. Sosibia brocki ingår i släktet Sosibia och familjen Diapheromeridae. Inga underarter finns listade i Catalogue of Life.